# パズル (2014年の映画)
『パズル』（Puzzle）は、山田悠介の同名小説を原作とした、2014年3月8日公開の日本のスリラー映画。『先生を流産させる会』『高速ばぁば』を手がけた内藤瑛亮が監督を、夏帆と野村周平が主演を務めた。R15+指定（映倫）。

## ストーリー
郊外に建つ徳明館高校で、女生徒の中村梓（夏帆）が投身自殺を図った。その日は体育館で病院へ寄付するオブジェを生徒らが教師立ち合いのもと製作しており、生徒、教師らがその模様を目撃した。中村の自殺は花壇に落下したため未遂に終わる。オブジェ製作に立ち会っていた男生徒の湯浅茂央（野村周平）はいち早く倒れた中村に駆け寄り、流血した様子を凝視した。

### 第1の事件
中村の自殺未遂から1か月が経過したある日、休日の徳明館高校が、覆面を被った生徒4人組に占拠される。4人組は家庭科室で妊娠中の安田教諭（佐々木心音）を人質に取り、「安田を解放したければ、校内を走るラジコンに取り付けたパズルのピースを集めろ」と高井理事長（大和田獏）ら4人の教師を脅迫、茫然とする教師らだったが、4人組のリーダー格が安田を拷問する様を見て我に返り校内を奔走。ちょこまかと走る無数のラジコン、さらに一部には爆弾を仕込んだダミーのラジコンまで用意されていた。翻弄されながらもほとんどのピースを集めた教師たちは、リーダー格の命令に従い、体育館に用意された額縁へピースをはめ込む。パズルにはなぜか高井理事長のバストアップがプリントされていた。そのころ、高井理事長は4人組に仕掛けられた罠にはまって昏睡、そのまま拉致された。4人組が消えているのに気づいた教師らは家庭科室へ向かい、ドアを開ける。しかしドアに連動するよう仕掛けられた。罠が作動、拘束された安田の腹部へ、吊り下げられていた電子レンジが落下、陰部から出血する安田のそばには「残念」の文字が残されていた。

### 第2の事件
学校占拠の直後、高井理事長と3人の男生徒が失踪した。生徒の1人の父親で、刑事の三留（高橋和也）は息子を救うべく単身調査に奔走。その中で息子のクラスメイトだった湯浅の自宅を訪問、母子の奇妙な反応を怪訝に思う。一方、湯浅は入院中の中村を訪ね、彼女に封筒を渡す。ほどなくして、町内の病院で、徳明館高校の生徒らが手掛けたオブジェのお披露目会が模様されるが、その最中に院内のプールで失踪した生徒の内2人が発見される。2人は拘束され、頭部には時限爆弾が仕掛けられていた。オブジェの後ろに描かれたQRコードを読み取ると、学校占拠と同じ覆面をつけた男の動画が再生される。「爆弾を解除するには、町中の自転車に取り付けたパズルのピースを集めろ」という宣告に従い、町中の自転車を追って父兄や警察が奔走する。ほとんどのピースが集まるが、最後の1ピースが見つからない。2人を静観していた中村は、ふと湯浅に渡された封筒を思い出す。封筒にはパズルの最後のピース2つが入っていた。だが中村はピースを差し出すことなく焼き捨てる。生徒2人は時間切れによって死亡した。
しばらく経ち、湯浅が退院した中村を自宅の地下室へ招く。そこには高井理事長と三留が監禁されていた。中村は以前に高井と、三留ら3人の生徒の暴行を受けた。さらに現場に居合わせた安田は高井の口止め料によって閉口していた。湯浅は暴行の映像をダシに3人を脅迫、安田を流産させ、さらに2人の生徒の生死を中村に委ねたのだった。そんな中、湯浅が主犯だと確信した三留が湯浅宅に乗り込んでくる。湯浅母子と格闘の末、三留は自らの息子を前にして失神する。中村はその日を境に湯浅と共闘、高井と三留への復讐のため最後の事件を起こそうとする。

### 第3の事件
最後の犯行の準備を進める湯浅たち。そんな中、地下室に監禁されていた高井が、自力で拘束を破り、傍らで仮面をつけたまま眠っていた中村から鍵を奪い完全に自由の身となる。欲情した高井は中村をまたも暴行。だがそれは中村ではなく、湯浅と中村が誘拐した高井の娘であった。実の娘を犯した高井は慟哭する。共犯となった中村と湯浅は最後の復讐を開始する。三留の息子を徳明館高校の音楽室に監禁、入り口にはパズルの扉を築く。「ドアを開くピースは町中の自転車のベルである」とインターネットにアップした動画を以て宣言する。警察の協力によってパズルは完成し開錠されるが、そこに三留の息子の姿はなく、爆弾つきのマネキンがあった。三留の息子は動画撮影時点で殺されていたのだった。湯浅宅を脱出した三留が病院にたどり着いた直後、中村と湯浅は分解したオブジェを学校の屋上から投擲、その内側にはバラバラになった三留の息子の遺体が入っていた。激昂した三留は屋上へ突撃、湯浅宅から持ち出したナイフで対峙した湯浅を蹂躙する。揉み合った末に2人は屋上から転落。屋上に残った中村と、落下した湯浅が手を伸ばし合ったのを最後に、映画は終幕する。

## キャスト・スタッフ

### キャスト
| 役名       | 俳優 |
| ---------- | --- |
| 中村梓     | 夏帆 |
| 湯浅茂央   | 野村周平 |
| 三留刑事   | 高橋和也 |
| 湯浅の母親 | 八木さおり |
| 安田先生   | 佐々木心音 |
| 高井サヤカ | 馬場ふみか |
| 高井理事長 | 大和田獏 |
| 端役       | 田中隆三、渡辺凱、冨田佳輔、佐伯亮、吉満涼太、 歌川椎子、寺門文人、三浦景虎、古山憲太郎、正木佐和、 小田篤、那須佐代子、本多遼、奏さやか、小川杏、 秋葉はるか、福島和、西田紘二 |

### スタッフ
| 役職                               | 名 |
| ---------------------------------- | --- |
| 原作                               | 山田悠介「パズル（KADOKAWA）」 |
| 監督                               | 内藤瑛亮 |
| 助監督                             | 久万真路 |
| 監督助手                           | 高土浩二、安河内瑠美 |
| 脚本                               | 佐々木誠、内藤瑛亮 |
| 脚色監修                           | 佐々木誠 |
| 脚本協力                           | 佐野真規、山形哲生 |
| 音楽                               | 有田尚史 |
| 撮影                               | 板倉陽子 |
| 撮影助手                           | 福島圭悟、佐藤光 |
| 照明                               | 鈴木敏雄 |
| 照明助手                           | 石川裕土、金谷真人、穂刈慶人 |
| 録音                               | 深田晃 |
| 録音助手                           | 日下部雅也 |
| 音響効果                           | 佐藤祥子 |
| 音響効果助手                       | 京江正恵 |
| 編集                               | 大永昌弘 |
| 編集助手                           | 志和海 |
| 美術                               | 安宅紀史 |
| 美術助手                           | 鈴木阿弥、伊藤ゲン、野崎無大、野田真理子 |
| 持道具                             | 出井奈保 |
| 衣装                               | 岡本佳子 |
| ヘアメイク                         | 佐々木愛 |
| ヘアメイク助手                     | 知野香那子 |
| 特殊視覚効果                       | 泉谷修 |
| マットペインター                   | 大矢倫代 |
| アクション                         | 宮木ヨシオ |
| アクション助手                     | 辻将太 |
| スタント                           | 谷山尚未、矢島一憲 |
| 特殊メイク                         | 百武朋、並河学 |
| 特殊メイク助手                     | 吉川公子 |
| アートディレクター                 | 廣田毅 |
| スチール                           | 松木修 |
| メイキング                         | 佐藤真規、山形哲生 |
| 操演                               | 船越幹雄 |
| カラリスト                         | 関谷和久 |
| オンライン編集                     | 松本翔太 |
| 整音                               | 吉田憲義 |
| 制作主任                           | 中野竜馬 |
| 制作進行                           | 永井忍 |
| 制作経理                           | 角南知子 |
| 映像化プロジェクト                 | 矢野健二、野久尾悟 |
| 映像化企画調整                     | 堀内大示、風間智恵子、草谷歩 |
| 出版担当                           | 女井正浩、今井理沙 |
| デジタルプロジェクト               | 栗橋三木也、五影雅和、鈴木佐多子、 八木健太郎、天馬少京、島川舞子 |
| 協力スタッフ                       | 吉野昌秀、田中直純、新野卓、稲葉敏彰、 斎藤彩佳、興津香織、木村和弘 |
| 造形協力                           | 田中玲伊子、登川和晃 |
| 宣伝                               | 祭屋（宮田龍、加藤木真奈美） Free Stone Productions（高松美由紀、久慈明日香） |
| 宣伝協力                           | 仲野隆、飯田安規子 |
| 営業                               | 鈴木さとる、櫻井剛 |
| ロケーション協力                   | いばらきフィルムコミッション、茨城県里美共同模範牧場、プラトーさとみ、 高萩フィルムコミッション、ツーリストホテル日立、横川温泉中野旅館、 常陸太田フィルムコミッション、愛正会やすらぎの丘温泉病院、茨城県太田第二高等学校、 ブレインピア南太田、高鈴台団地自治会、鈴木幸男、 JCN目白スタジオ、日立市 |
| 衣裳協力                           | アイラブ制服、京都制服、AP-RON |
| 美術協力                           | リサイクルガーデン、SAVANNA JACK、(有)サンゼゲートマスターリサイクル茨城 |
| ヘアメイク協力                     | プロメイク舞台屋、Hair Cosme |
| エキストラ協力                     | 日立市のみなさん、高萩市のみなさん、常陸太田市のみなさん |
| 劇中映像提供                       | SODクリエイト |
| 協力                               | Cinema Sound Works、ビデオサービス、百武スタジオ、 39SPIRIT、ライズ、光影舎、ラパン、 日本照明、クアック・ラック、DUST、rkラボ、 日本活動装置、日本エフェクトセンター |
| 制作プロダクション                 | ブリッジヘッド |
| 制作協力プロダクション             | ドラゴンフライ |
| 特別協力                           | th design…、SPOTTED PRODUCTIONS |
| 製作                               | 安田猛、水口昌彦、小沼修 |
| 企画                               | 菊池剛 |
| 製作担当                           | 柳内孝一 |
| キャスティング                     | 田端利江 |
| スーパーヴァイジングプロデューサー | 小川真司 |
| プロデューサー                     | 二宮直彦、三浦宏之 |
| ラインプロデューサー               | 鈴木嘉弘 |
| エグゼクティブプロデューサー       | 井上伸一郎 |
| 「パズル」政策委員会               | KADOKAWA（嵐智史、佐々木美和） ポニーキャニオン（植田竜太郎、大隈一成、大崎紀昌） 電通（金子秀二、横山真二郎、古明地正典） |
| 制作・配給                         | KADOKAWA |

## 製作
『パズル』は、当時中高生の読者層に絶大な信頼を得ていた山田悠介の小説『パズル』を原作に、同原作の『ライヴ』と同時期に映画化が企画された。『先生を流産させる会』『高速ばぁば』を手がけた内藤瑛亮、監督は内藤と、紀里谷和明監督の『GOEMON』の脚本に携わった佐々木誠が共作した。音楽は『先生を-』以来内藤の監督映画に参加している有田尚史が手がけた。内藤は本作が初めて監督する商業映画であった。原作のパズルゲームを取り入れたデスゲームの構想や、主要な登場人物の名前などが踏襲されているが、物語の筋書きはほとんどが映画独自のものである。映画は夏帆と野村周平が主演、大和田獏、高橋和也、八木さおり、佐々木心音、馬場ふみからが主要キャストに起用された。佐々木は前述の『ライヴ』にも出演しており、後にディスクのリリース記念イベントで両作品の監督と共に登壇した。